# Педон Альбинован
(Юве́нтий) Педо́н Альбинова́н (лат. (Iuventius) Pedo Albinovanus; I век) — древнеримский поэт, известный как младший современник и друг Публия Овидия Назона, которому последний посвятил «Письма с Понта».

## Биография
Педон Альбинован жил во времена правления императора Тиберия и известен, преимущественно, как поэт эпический. Он воспел геройские подвиги Тесея и написал исторический эпос, довольно большой отрывок которого дошёл до нас (Вернсдорф, «Poetae latini minores», т. 4); в этом отрывке описывается плавание Германика по Северному (Немецкому) морю.
Альбинована считали также автором трех элегий, из коих одна, «Consolatio ad Liviam Augustam de morte Drusi», называется обыкновенно «Epicedion Drusi», а две другие, под заглавием «In Maecenatem», написаны на смерть Мецената, но они отнюдь не могут считаться его произведениями. Согласно «ЭСБЕ»: многие писатели признают эти элегии произведениями времен императора Августа или ещё более раннего периода римских царей, Гаупт (Haupt) же приписывает первую из них одному итальянцу, жившему в XV веке, а последние две считаются произведениями позднейшего периода древних веков.
Все эти три элегии изданы вместе с немецким их переводом Мейнеке (Кведлинбург, 1819) и без перевода — Беренсом в «Poetae latini minores» (Том I, Лейпциг, 1879).